# 362
Правління імператора Юліана Відступника в Римській імперії. Війна Риму з Персією. У Китаї правління династії Цзінь. В Індії починається період імперії Гуптів. У Японії триває період Ямато. У Персії править династія Сассанідів.
На території лісостепової України Черняхівська культура. У Північному Причорномор'ї готи й сармати. Історики VI століття згадують плем'я антів, що мешкало на території сучасної України приблизно з IV сторіччя.

## Події
- Імператор Юліан з 60-тисячним військом прибуває в Антіохію на війну з персами.
- Афанасій Великий закликає християн, різниця між якими тільки в термінології, до єдності. Але імператор Юліан велить Афанасію покинути Александрію.

## Померли
- Святий Євсигній